# Alfred Hilbe
Alfred J. Hilbe (Gmunden, 22 de julio de 1928 - 31 de octubre de 2011) fue un político liechtensteiniano, perteneciente a la Unión Patriótica.
Hilbe fue vice primer ministro de Liechtenstein de 1965 a 1970 y primer ministro de 1970 a 1974.
Durante su mandato, Liechtenstein firmó un acuerdo con la Comunidad Económica Europea y en 1971 el principado implementó una reforma escolar integral.
Por sus servicios, el Príncipe Francisco José II le otorgó el título de Consejero del Príncipe y la Gran Cruz de la Orden del Mérito del Principado de Liechtenstein.